# سن اکاسیا (نیومکزیکو)
سن اکاسیا (به انگلیسی: San Acacia) یک منطقهٔ مسکونی در ایالات متحده آمریکا است که در شهرستان ساکورو، نیومکزیکو واقع شده‌است.